# Saginaw County
Saginaw County je okres amerického státu Michigan založený v roce 1835. Správním střediskem je město Saginaw. V roce 2010 zde žilo 200 169 obyvatel.

## Sousední okresy
| Růžice kompasu | Midland County |                   | Bay County     | Růžice kompasu |
| Růžice kompasu | Gratiot County | Sever             | Tuscola County | Růžice kompasu |
| Růžice kompasu | Gratiot County | Saginaw County    | Tuscola County | Růžice kompasu |
| Růžice kompasu | Gratiot County | Jih               | Tuscola County | Růžice kompasu |
| Růžice kompasu | Clinton County | Shiawassee County | Genesee County | Růžice kompasu |